# Číř
Číř (422 m n. m.) je vrch v okrese Česká Lípa Libereckého kraje v CHKO Kokořínsko. Leží asi 1,5 km zsz. od Zátyní na příslušném katastrálním území.

## Geomorfologické zařazení
Vrch náleží do celku Ralská pahorkatina, podcelku Dokeská pahorkatina, okrsku Polomené hory, podokrsku Vlhošťská vrchovina a Kostelecké části.

## Přístup
Nejbližší dojezd automobilem je k lesní silnici západně od vrchu nebo východně k rozcestníkům Pod Čířem u Zátyní a Velká Řebčice u Lhoty. Tyto dva rozcestníky spojují společně zelená  a červená  turistická značka. Pěší cesta vede po severovýchodním svahu kopce, ale ne až na vrchol.